# Yelicones cameroni
Yelicones cameroni är en stekelart som beskrevs av Szepligeti 1902. Yelicones cameroni ingår i släktet Yelicones och familjen bracksteklar. Inga underarter finns listade i Catalogue of Life.